# Helena Antonia

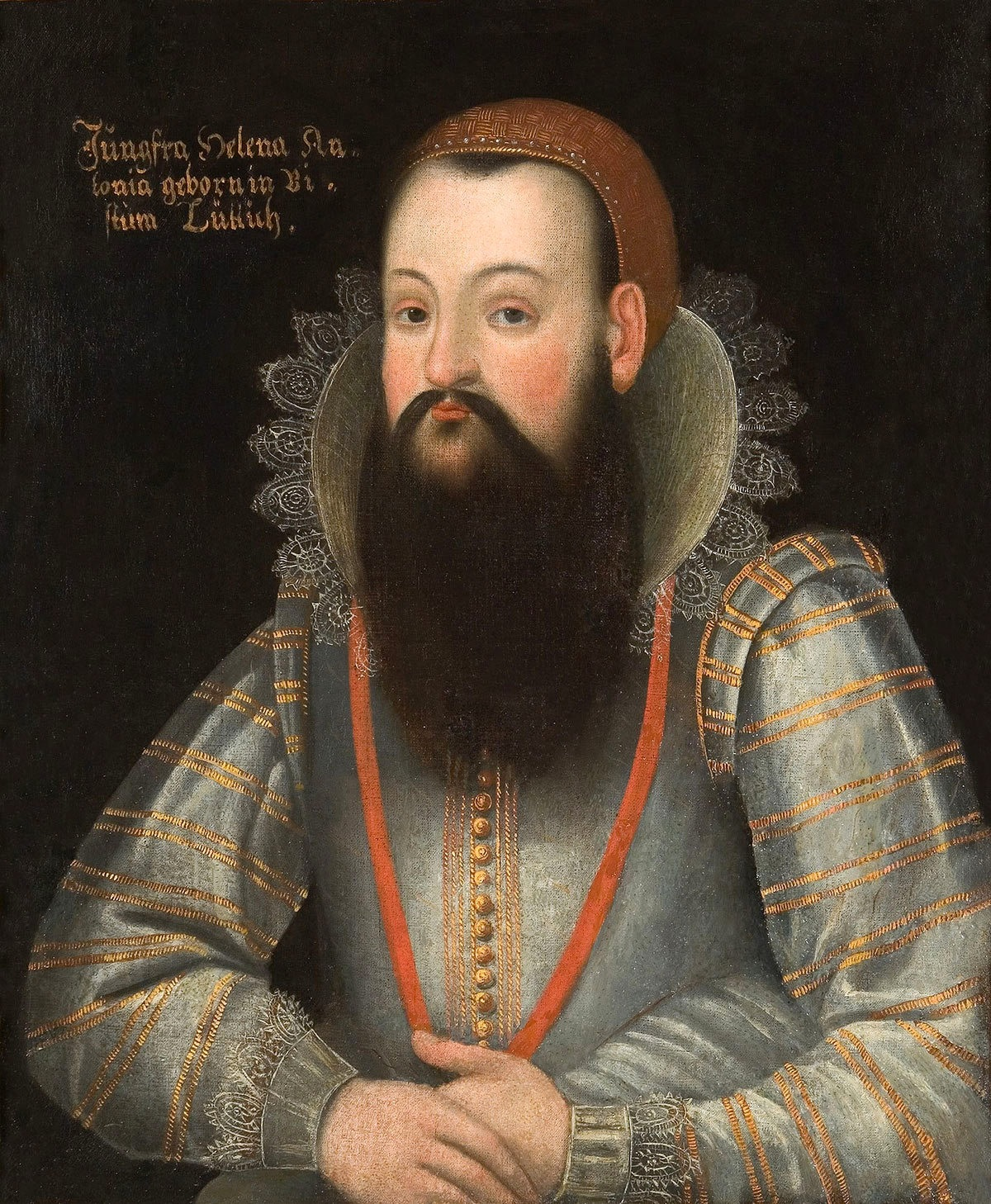
Helena Antonia Galeckha

Helena Antonia (Luik, 1550 ‑ 1595) was een vrouwelijk, aan hirsutisme lijdende, hofdwerg aan het hof van keizerin Maria, vrouw van Maximiliaan II van het Heilige Roomse Rijk. Daarnaast was zij ook de lieveling van Margaretha van Oostenrijk en hofdame van Constance van Oostenrijk.
Hoewel geboren in Luik, werd zij in Graz opgevoed door Maria van Beieren en haar man Karel II van Oostenrijk.